# Малярчик, Пётр
Пётр Камиль Малярчик (пол. Piotr Kamil Malarczyk, родился 1 августа 1991 года) — польский футболист, выступающий на позиции центрального защитника за клуб «Корона».

## Биография
Пётр занимался в детстве лёгкой атлетикой, специализируясь на спринтерской дистанции и прыжках в длину. В футбол его привёл отец, который некогда также был игроком. Пётр попал в школу клуба «Корона», выступал в сезоне 2007/2008 в третьем составе команды, в 2008 году выиграл чемпионат Польши среди юниоров. Позже стал игроком дубля, дебютировал 31 октября 2008 года в игре Третьей лиги против «Брук-Бет Термалица»: несмотря на победу 1:0, «Короне» засчитали поражение в игре, поскольку в команду были включены Пётр Гавенцкий и Томаш Новак, не имевшие права выступать там. С того момента Малярчик стал игроком основы, часто подключался в атаку. В сезоне 2008/2009 сыграл в дубле 14 матчей, забил два гола. С командой выиграл III лигу в группе VII (Малопольско-Свентокрыжская группа).
В канун начала сезона 2009/2010 Малярчик попал в основной состав «Короны», проведя первую игру 25 августа в выездном матче Кубка Польши против «Руха» из Радзёнкува и выйдя на 72-й минуте (победа 1:0). В связи с травмой Яцека Маркевича октября 2009 года Малярчик вышел в основном составе на игру Экстраклассы против краковской «Вислы», что стало его первым матчем в Экстраклассе. По ходу той встречи Малярчик в самом начале дважды угрожал воротам «Вислы», однако не смог переиграть вратаря краковцев Илью Чебану: один раз мяч не попал в ворота после удара головой Малярчика, а в другой раз угодил в перекладину. На 77-й минуте Малярчик был удалён с поля, получив вторую жёлтую и оставив команду вдевятером (на 22-й минуте был удалён ещё один игрок «Короны», Никола Мияилович). «Корона», проигрывая по ходу встречи 0:3, отыграла два гола (один гол забила вдевятером), но не смогла спасти встречу. Выступление игрока при этом было оценено очень высоко.
Малярчик отыграл 125 матчей за семь первых сезонов в составе «Короны». 28 августа 2015 он перешёл в английский «Ипсвич Таун» из Чемпионшипа, который приобрёл его за 8500 фунтов стерлингов; дебютировал на следующий день в игре против «Брайтон энд Хоув Альбион» (поражение 2:3). Всего он сыграл шесть матчей за команду в Чемпионшипе. 24 марта 2016 года Малярчик был отдан в аренду клубу «Саутенд Юнайтед» до конца сезона, дебютировав 30 апреля в матче против «Брэдфорд Сити» (поражение 0:1), а затем отыграв ещё один матч, прежде чем вернуться в «Ипсвич Таун». После проведённого в Англии сезона он вернулся в Польшу, где провёл два сезона в «Краковии» и один сезон в «Короне». В 2019 году перешёл в «Пяст» из Гливице, в 2021 году вернулся в «Корону».
Малярчик выступал за сборные Польши возрастных категорий до 19 лет, до 20 лет и до 21 года.

## Клубная статистика
| Клуб                     | Сезон            | Чемпионат        | Чемпионат | Чемпионат | Кубок | Кубок | Кубок лиги | Кубок лиги | Другие матчи | Другие матчи | Итого | Итого |
| Клуб                     | Сезон            | Дивизион         | Игры      | Голы      | Игры  | Голы  | Игры       | Голы       | Игры         | Голы         | Игры  | Голы  |
| ------------------------ | ---------------- | ---------------- | --------- | --------- | ----- | ----- | ---------- | ---------- | ------------ | ------------ | ----- | ----- |
| Корона                   | 2009/10          | Экстракласса     | 6         | 0         | 1     | 0     | —          | —          | —            | —            | 7     | 0     |
| Корона                   | 2010/11          | Экстракласса     | 11        | 0         | 1     | 0     | —          | —          | —            | —            | 12    | 0     |
| Корона                   | 2011/12          | Экстракласса     | 16        | 1         | 1     | 0     | —          | —          | —            | —            | 17    | 1     |
| Корона                   | 2012/13          | Экстракласса     | 25        | 2         | 2     | 0     | —          | —          | —            | —            | 27    | 2     |
| Корона                   | 2013/14          | Экстракласса     | 27        | 3         | 1     | 0     | —          | —          | —            | —            | 28    | 3     |
| Корона                   | 2014/15          | Экстракласса     | 35        | 2         | 1     | 0     | —          | —          | —            | —            | 36    | 2     |
| Корона                   | 2015/16          | Экстракласса     | 5         | 0         | 0     | 0     | —          | —          | —            | —            | 5     | 0     |
| Корона                   | Итого            | Итого            | 125       | 8         | 7     | 0     | 0          | 0          | 0            | 0            | 132   | 8     |
| Ипсвич Таун              | 2015/16          | Чемпионшип       | 3         | 0         | 2     | 0     | 1          | 0          | —            | —            | 6     | 0     |
| Саутенд Юнайтед (аренда) | 2015/16          | Лига 1           | 2         | 0         | 0     | 0     | 0          | 0          | 0            | 0            | 2     | 0     |
| Краковия                 | 2016/17          | Экстракласса     | 20        | 0         | 0     | 0     | —          | —          | 0            | 0            | 20    | 0     |
| Краковия                 | 2017/18          | Экстракласса     | 16        | 1         | 0     | 0     | —          | —          | —            | —            | 16    | 1     |
| Краковия                 | Итого            | Итого            | 36        | 1         | 0     | 0     | 0          | 0          | 0            | 0            | 36    | 1     |
| Корона                   | 2017/18          | Экстракласса     | 7         | 0         | 0     | 0     | —          | —          | —            | —            | 7     | 0     |
| Корона                   | 2018/19          | Экстракласса     | 16        | 0         | 1     | 0     | —          | —          | —            | —            | 17    | 0     |
| Корона                   | Итого            | Итого            | 23        | 0         | 1     | 0     | 0          | 0          | 0            | 0            | 24    | 0     |
| Пяст                     | 2019/20          | Экстракласса     | 11        | 0         | 1     | 0     | —          | —          | 0            | 0            | 12    | 0     |
| Пяст                     | 2020/21          | Экстракласса     | 14        | 2         | 2     | 0     | —          | —          | 1            | 0            | 17    | 2     |
| Пяст                     | Итого            | Итого            | 18        | 2         | 2     | 0     | 0          | 0          | 1            | 0            | 21    | 2     |
| Корона                   | 2021/22          | I лига           | 17        | 1         | 1     | 1     | —          | —          | 0            | 0            | 18    | 2     |
| Итого за карьеру         | Итого за карьеру | Итого за карьеру | 231       | 12        | 15    | 1     | 1          | 0          | 1            | 0            | 248   | 13    |